# Kostel svatého Mikuláše (Ševětín)
Kostel svatého Mikuláše v Ševětíně je kulturní památka a farní kostel římskokatolické farnosti Ševětín.

## Historie
Kostel byl postaven v raně gotickém slohu. Koncem 13. století bylo k již existující chrámové lodi přistaveno kněžiště. První písemná zmínka o ševětínském kostele pochází z roku 1356. Nástěnné malby a sakristie pochází z poloviny 15. století. Kostel byl několikrát opravován a upravován (1568, 1635). V roce 1695 udeřil do věže kostela blesk a věž při opravě dostala svoji současnou podobu. V 18. století získala současnou podobu kruchta. Kostel byl původně obklopen hřbitovem a zděnou ohradní zdí. V roce 1993 byly v presbytáři odkryty gotické nástěnné malby, které pak restauroval akademický malíř Alois Martan se synem Martinem a s Romanem Ševčíkem.

## Popis
Kostel je jednolodní stavba s pětiboce zakončeným presbytářem, obdélnou sakristií po severní straně a trojpatrovou věžičkou (zvoničkou) atypicky umístěnou nad spojením chrámové lodi a presbytáře. Presbytář a sakristie mají síťové klenby. Současná podoba věže je barokní a její stylizovaná podoba je součástí obecního znaku.

## Zařízení kostela
Hlavní oltář z roku 1708 a kazatelna jsou barokní. Varhany z přelomu 19. a 20. století jsou dílem varhanářů Mölzera a Skopka.